# Sebastián Ariosa
Sergio Sebastián Ariosa Moreira (Montevideo, Uruguay, 5 de junio de 1985) es un exfutbolista uruguayo, nacionalizado paraguayo  que se desempeñaba como lateral izquierdo y actualmente es ayudante de campo en 12 de Octubre Football Club.

## Trayectoria
En junio de 2013, emitió un comunicado a la prensa donde afirmaba que se retiraría del fútbol profesional, para comenzar una ardua lucha contra el cáncer de mediastino que padece desde hace un tiempo a la fecha.
El 3 de enero de 2014, Olimpia rescinde el contrato que tenía con él. En contacto con el programa radial Fútbol a lo Grande, Ariosa dijo llorando: «Me llegó un telegrama colacionado que el club rescinde mi contrato, después de mi enfermedad es otro golpe que me da el club, es triste que a una persona le hagan eso».
El 24 de febrero del 2015 Defensor Sporting Club lo invita a entrar con el equipo principal, luego de estar 1 año y medio luchando contra el cáncer.
Ariosa declaró "Mi ilusión es volver a vestir la camiseta de Defensor Sporting. Deseo de todo corazón volver a las canchas luciendo la camiseta violeta”.
Al finalizar su vínculo con Defensor el 30 de junio del 2016, arregló su vínculo con Club Sportivo Luqueño por una temporada y posterior renovación por otra temporada. A finales del 2017 tuvo diferencia con la directiva y con el técnico argentino Javier Sanguinetti, donde se le informó que no sería tenido en cuenta por terminó siendo relegado a la categoría reserva hasta la venida de l también técnico argentino Fernando Ortíz el 4 de abril del 2018 . Pero debido a que no pudo ponerse a punto a nivel físico, acuerda su salida a mediados de mayo y se vincula con Club Sportivo San Lorenzo hasta finales del 2018 para disputar la División Intermedia 2018.
Tras lograr el vicecampeonato de la Intermedia del 2018, otorgándole su ascenso a la Primera División de Paraguay, extiende su vínculo hasta finales del 2019. Luego de finalizar la temporada, se especulaba con su retiro fútbol, decisión que fue ratificada en febrero del 2020 y pasó a conformar parte del cuerpo técnico de 'Mario Jara como ayudante de campo en el 12 de Octubre Football Club en la temporada 2020 de la División de Honor.
El uruguayo tiene 133 partidos jugados en nuestro fútbol (79 con Olimpia, 30 con el Sportivo Luqueño y 24 con San Lorenzo), tiene 2 goles (ambos tantos lo convirtió con la camiseta de Olimpia en el año 2012).

## Clubes

### Futbolista
| Club                 | País     | Año         |
| -------------------- | -------- | ----------- |
| Defensor Sporting    | Uruguay  | 2004 - 2010 |
| Olimpia              | Paraguay | 2011 - 2013 |
| Defensor Sporting    | Uruguay  | 2015 - 2016 |
| Sportivo Luqueño     | Paraguay | 2016 - 2018 |
| Sportivo San Lorenzo | Paraguay | 2018 - 2019 |

### Entrenador
| Club                              | País     | Año               |
| --------------------------------- | -------- | ----------------- |
| 12 de Octubre (Ayudante de campo) | Paraguay | 2020 - Actualidad |

## Palmarés
| Título                       | Club              | País     | Año     |
| ---------------------------- | ----------------- | -------- | ------- |
| Campeonato Uruguayo          | Defensor Sporting | Uruguay  | 2007–08 |
| Primera División de Paraguay | Olimpia           | Paraguay | 2011    |